# Morgan County (Georgia)
Morgan County is een county in de Amerikaanse staat Georgia.
De county heeft een landoppervlakte van 906 km² en telt 15.457 inwoners (volkstelling 2000). De hoofdplaats is Madison.